# Xestia gandakiensis
Xestia gandakiensis là một loài bướm đêm trong họ Noctuidae.